# Станчо Тодоров
Станчо Николов Тодоров е български инженер и политик. Народен представител от парламентарната група на Коалиция Атака в XL Народно събрание. По професия е инженер – специалист по радиотехника и зенитна артилерия.

## Биография
Станчо Тодоров е роден на 28 юли 1949 година в село Близнаци (Варненско).
Тодоров е бил офицер, с над 30 години стаж в повече от 10 гарнизона на България. През 2000 година се пенсионира, оттогава е член на Националния съвет на партия „Защита“ и неин областен представител в град Варна.

### XL НС
На парламентарните избори в България през 2005 година е избран за народен представител от листата на Коалиция Атака в 8 МИР Добрич, но още при гласуването на правителството е изключен от парламентарната група (в 3 ч. посреднощ, независимо че групата и до този момент няма приет правилник или устав).
В XL НС Тодоров е:
- Заместник-председател на ПГ на Коалиция Атака (13 юли 2005 – 29 юли 2005)
- Член на Временната анкетна комисия, която да проучва дейността на правителството във връзка с обгазяването на Стара Загора през 2004 и 2005 година (15 юли 2005 – 25 август 2005)
- Член на Временната комисия за проучване и ликвидиране на щетите от наводненията и за изготвяне на предложения за оптимизиране на модела на действия на държавните органи по управление при кризи (21 юли 2005 – 30 октомври 2005)
- Независим народен представител (от 29 юли 2005)
- Член на Комисията по отбраната (от 24 август 2005)
- Член на Комисията по околната среда и водите (от 24 август 2005)